# Hina Hayata
Hina Hayata (Fukuoka, 7 juli 2000) is een Japanse professioneel tafeltennisser. Ze speelt linkshandig. met de shakehandgreep.

## Belangrijkste resultaten
- Tweede plaats met het Japanse team op de wereldkampioenschappen 2018
- Tweede plaats op de wereldkampioenschappen 2019 (dubbel) met landgenote Mima Ito
- Derde plaats op de wereldkampioenschappen 2017 (dubbel) met landgenote Mima Ito